# غوردون كلايديزدال
غوردون كلايديزدال (بالإنجليزية: Gordon Clydesdale)‏ هو مدرب كرة قدم ولاعب كرة قدم بريطاني، ولد في 28 مايو 1938. لعب مع نادي دمبرتون ونادي سانت ميرين.